# 非同盟連合
非同盟連合（ひどうめいれんごう、スウェーデン語: Obunden Samling、略称: ObS）は、オーランド諸島の政党。